# Кейт Мългрю
Кейт Мългрю е американска актриса, известна най-вече с ролята си на капитан Катрин Джейнуей в сериала Стар Трек: Вояджър, в който за първи път във вселената на Стар Трек ролята на главнокомандващ се изпълнява от жена.

## Биография
Родена е на 29 април 1955 година в Дъбюк, Айова в семейство с осем деца. На 17 години тя отива в Ню Йорк, където започва да учи театрално изкуство. На 23 години получава първата си роля в сериала Mrs. Columbo.
Тя участва заедно с Ричард Бъртън в Love Spell: Isolt of Ireland, а по-късно и в Throw Momma From the Train, с Дани ДеВито. Участва още в Heartbeat, Man of the People, Cheers и Murphy Brown.
Кейт Мългрю участва и в множество театрални постановки.

## Филмография
- 1975: Alien Lover
- 1976: The American Woman: Portraits of Courage
- 1978: The Word
- 1979: Jennifer: A Woman's Story
- 1979: Mrs. Columbo
- 1980: A Time for Miracles
- 1981: The Manions of America
- 1981: Lovespell
- 1982: A Stranger Is Watching
- 1984: Jessie
- 1985: Remo Williams: The Adventure Begins
- 1986: Carly Mills
- 1986: My Town
- 1987: Roses Are for the Rich
- 1987: Throw Momma from the Train
- 1988: Heartbeat
- 1988: Roots: The Gift
- 1991: Daddy
- 1991: Fatal Friendship
- 1992: Round Numbers
- 1993: For Love and Glory
- 1994: Camp Nowhere
- 1995: Captain Nuke and the Bomber Boys
- 1998: Riddler's Moon
- 2001: Judgment
- 2002: Стар Трек X: Възмездието
- 2004: Star Trek: The Experience – Borg Invasion 4D: Adm. Kathryn Janeway
- 2005: Perception